# Metacosma impolitana
Metacosma impolitana är en fjärilsart som beskrevs av Kuznetsov 1985. Metacosma impolitana ingår i släktet Metacosma och familjen vecklare. Inga underarter finns listade i Catalogue of Life.